# مود رینگ (ترانه)
«مود رینگ» (به انگلیسی: Mood Ring) ترانه‌ای ضبط‌شده از هنرمند موسیقی آمریکایی بریتنی اسپیرز برای نهمین آلبوم استودیویی‌اش، افتخار (۲۰۱۶) است. سرایش ترانه توسط دیژون مک‌فارلین، نیکلاس آودینو، ته ویتی واربریک، لوئیز هیوز، جان آشر و ملانی فونتانا بوده‌است. ترانه با سبک الکترو و آراندبی توسط دی‌جی ماسترد و تولید مشترک با توایس اس نایس و با تهیه آواز توسط آشر تولید شد.
ترانه در ابتدا با انتشار دوباره آلبوم در تاریخ ۱۴ سپتامبر ۲۰۱۶ به عنوان ترانه لوکس در نسخه ژاپنی منتشر شد. «مود رینگ» بعداً در ۲۹ مه سال ۲۰۲۰ دوباره در نسخه استاندارد افتخار به عنوان سیزدهمین ترانه آلبوم در اوایل ماه مه سال ۲۰۲۰ منتشرشد.

## زمینه و توسعه

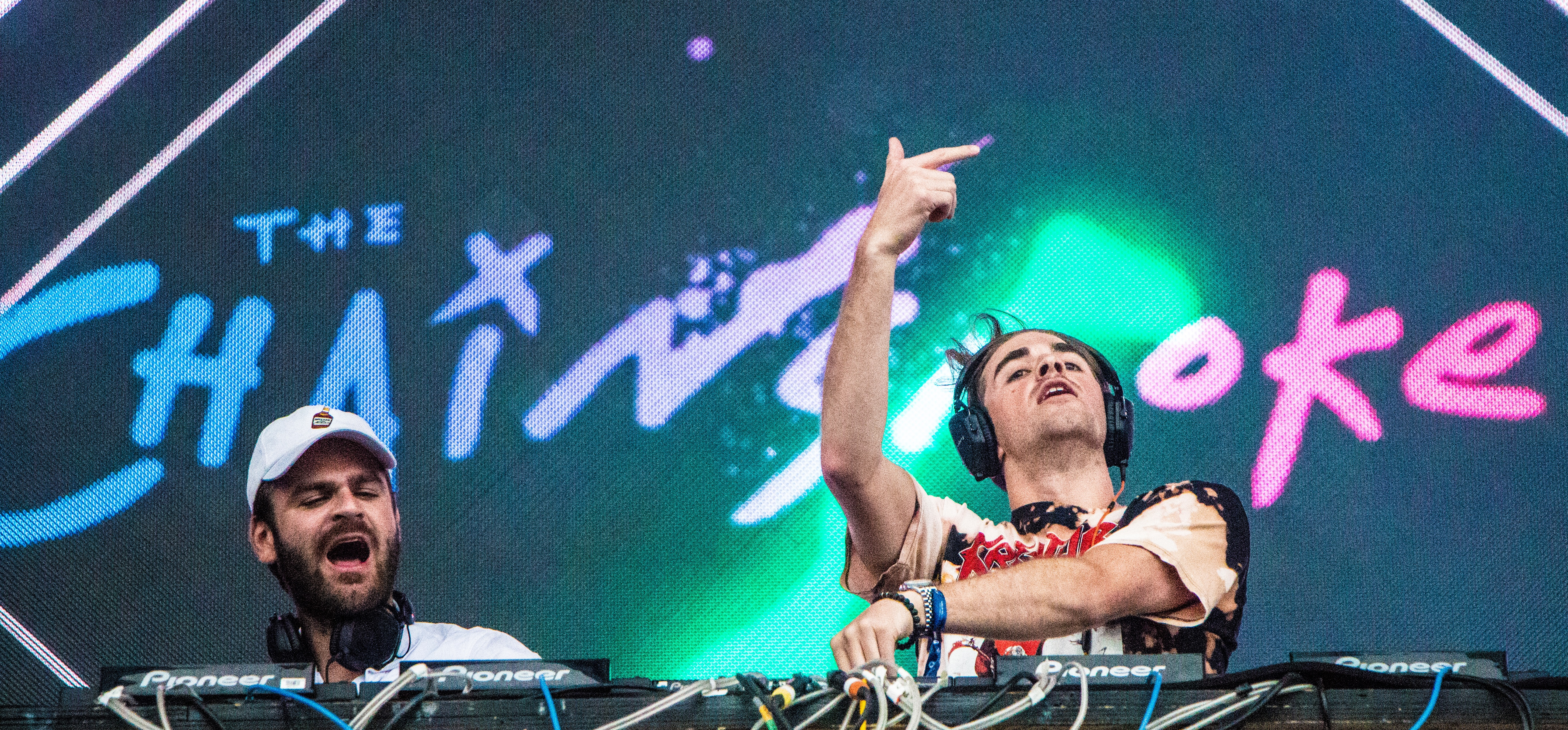
اجرا "مود رینگ" در سال 2016

«مود رینگ» در فوریه ۲۰۱۵ توسط جون‌اشر و میلانی فونتانا (دو طرفدار ماندگار اسپیرز) نوشته شد. پس از آهنگسازی این ترانه روی پیانو با عنوان «چرخیدن حلقه»، دو ترانه‌سرا آن را برای اولین آلبوم چندآهنگه د چینسموکرز ارسال کردند. در حالی که این ترانه برای همکاری بین اسپیرز و د چینسموکرز نوشته شده بود، د چینسموکرز آن را رد کرد و آن را ترانه دخترانه نامید و مناسب خود ندانستند.
بعد از آن ترانه برای اسپیرز فرستاده شد و در نهایت خبر انتشار ترانه را در اینستاگرام خود منتشر کرد.

## انتشار
این ترانه در ابتدا از طریق توییتر دی‌جی ماسترد در تاریخ ۱۰ اوت ۲۰۱۶ اعلام شد. این ترانه در حالی که نه به‌صورت استاندارد و نه نسخه لوکس در نسخه جهانی آلبوم افتخار منتشر نشد، اما به عنوان یک آهنگ برای نسخه لوکس ژاپنی در ۱۴ سپتامبر ۲۰۱۶ منتشر شد. به دنبال کمپین #JusticeForGlory که در جریان همه‌گیری‌های دنیاگیری کروناویروس توسط طرفداران اسپیرز در رسانه‌های اجتماعی آغاز شد، این خواننده از پوشش جدید آلبوم افتخار در ۸ مه ۲۰۲۰، تقریباً چهار سال از انتشار آن رونمایی کرد. سه هفته بعد، اسپیرز اعلام کرد که «مود رینگ» روز بعد با زیرنویس «توسط تقاضا» در سراسر جهان بر روی همه سیستم عاملهای پخش و بارگیری منتشر خواهد شد تا به هواداران خود برای حمایت از این آلبوم تشکر کند. سپس این ترانه به همراه سیزده ترانه آلبوم نسخه استاندارد در ۲۹ مه سال ۲۰۲۰ منتشر شد.

## تاریخچه انتشار
| منطقه   | زمان          | فرمت                     | نسخه   | ناشر   | منا.  |
| ------- | ------------- | ------------------------ | ------ | ------ | ----- |
| جهانی   | ۲۶ ژوئن ۲۰۲۰  | دانلود دیجیتال استریمینگ | ریمیکس | آرسی‌ای | [ ۹ ] |
| ایتالیا | ۱۰ ژوئیه ۲۰۲۰ | رادئو ضربه‌ای معاصر       | اصلی   | آرسی‌ای | [ ۸ ] |